# Capital Execution
Capital Execution (também conhecido pelo título original em dinamarquês Henrettelsen) é um filme mudo de 1903 dirigido pelo fotógrafo dinamarquês Peter Elfelt.< Baseado numa história real, o filme relta a execução de uma mulher francesa que é condenada à morte por matar seus dois filhos. Foi o primeiro filme do género drama produzido na Dinamarca.
A unica cópia do filme está incompleta,tendo apenas 25 metros de filme,enquanto que o comprimento original era de 40 metros.nas imagens existentes,a mulher (Francesca Nathansen) é conduzida através de uma porta e um corredor por um padre e um guarda da prisão.enquanto eles vêm através do corredor,um homem com uma cartola espera por eles,sendo mostrado em primeiro plano.quando eles se aproximam,ele tira o chapéu e junta-se ao guarda para conduzir a mulher para o local da execução.nas cenas posteriores,que foram perdidas,a mulher é levada para o local da execução,onde ela se ajoelha e coloca a cabeça na guilhotina.